# نیکولای فیلیپوف
نیکولای فیلیپوف (انگلیسی: Nikolay Filipov؛ زادهٔ ۱۴ فوریهٔ ۱۹۷۶) بازیکن فوتبال اهل بلغارستان است.